# Yosemite Lakes
Yosemite Lakes – jednostka osadnicza w Stanach Zjednoczonych, w stanie Kalifornia, w hrabstwie Madera.